# Paradella longifòlia
La paradella longifòlia (Rumex longifolius) és una planta amb flor del gènere Rumex. Es troba en llocs d'herba humida i rasa.

## Morfologia

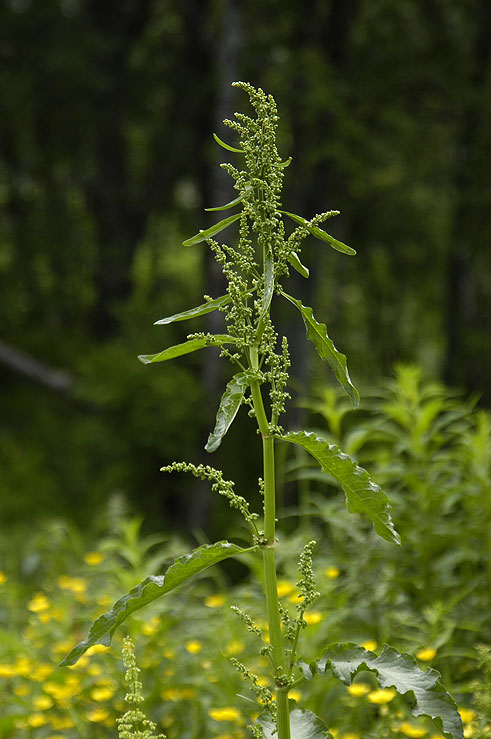
Inflorescències de Rumex longifolius.

Els tèpals dels fruits són d'uns 6-7 mm d'ample i de la mateixa longitud. És l'única paradella sense tubercles en qualsevol dels 3 pètals endurits al voltant del fruit.
Se sembla a una altra espècie molt més comuna de Rumex, la paradella de fulla grossa o llengua bovina (Rumex obtusifolius) amb denses espigues de fructificació en les quals es superposen els aquenis en verticils. Però així com no tenen tubercles, els pètals són dentats en les espècies del present.